# Mimolibnetis ruwenzoriensis
Mimolibnetis ruwenzoriensis là một loài bọ cánh cứng trong họ Lycidae. Loài này được Kazantsev miêu tả khoa học năm 2000.